# Husbands Beware
Husbands Beware é a 167ª curta-metragem lançada pela Columbia Pictures em 1956, estrelando o grupo estadunidense de comédia pastelão, Os Três Patetas (Moe Howard, Larry Fine e Shemp Howard). Os comediantes lançaram 190 curtas para o estúdio entre 1934 e 1959.

## Sinopse
Moe e Larry se casam com as irmãs acima do peso de Shemp (Lou Leonard e Maxine Gates), e descobrem o horror que é somente após os votos de casamento. Após serem expulsos de sua casa, os então noivos decidem se vingar de Shemp por ter apresentado elas. Posteriormente, Shemp tem aulas de canto com Fanny Dinkelmeyer, já que lecionava música. Ele então descobre que precisa casar com uma mulher dentro de
sete horas para receber $500,000 como desejo do seu finado tio.
Após algum tempo de busca, os Patetas finalmente encontram a aluna de Shemp, a Sra. Dinkelmeyer. Várias das ex-namoradas de Shemp aparecem no escritório da Justiça da Paz, causando problemas em uma tentativa de casar com Shemp por causa da herança de seu tio. Todavia, Shemp casa com a megera, justamente no prazo final, e então descobre que seu suposto tio não havia morrido ou feito algum pedido, e que tudo se tratou apenas de uma vingança de Moe e Larry, porque Shemp deixou com que Moe e Larry casasse com suas duas irmãs obesas e se divorciaram. Shemp então se revolta, e com uma arma, dispara em Moe e Larry enquanto estes tentam fugir.